# Erika Sainte
Erika Sainte (14 luglio 1981) è un'attrice e regista belga.

## Biografia
Diplomata all'Institut des arts de diffusion di Ottignies-Louvain-la-Neuve nel 2004, di quell'anno è la sua prima apparizione in un cortometraggio. Del 2011 il suo debutto in un lungometraggio.

## Filmografia

### Attrice

#### Cinema
- Elle ne pleure pas, elle chante, regia di Philippe de Pierpont (2011)
- Fils unique, regia di Miel Van Hoogenbemt (2011)
- Travolti dalla cicogna (Un heureux événement), regia di Rémi Bezançon (2011)
- Ablations, regia di Arnold de Parscau (2014)
- The Search, regia di Michel Hazanavicius (2014)
- French Connection (La French), regia di Cédric Jimenez (2014)
- All Cats Are Grey (Tous les chats sont gris), regia di Savina Dellicour (2014)
- Brabançonne, regia di Vincent Bal (2014)
- You're Ugly Too, regia di Mark  Noonan (2015)
- Moonwalkers, regia di Antoine Bardou-Jacquet (2015)
- Arrêtez-moi là, regia di Gilles Bannier (2015)
- Belgian Disaster, regia di Patrick Glotz (2015)
- Les Survivants, regia di Luc Jabon (2016)
- Le serpent aux mille coupures, regia di Eric Valette (2017)
- Je suis resté dans les bois, regia di Michaël Bier, Erika Sainte e Vincent Solheid (2017)
- Montparnasse - Femminile singolare (Jeune Femme), regia di Léonor Serraille (2017)
- Une part d'ombre, regia di Samuel Tillman (2018)
- 7 uomini a mollo (Le Grand Bain), regia di Gilles Lellouche (2018)
- À 2 heures de Paris, regia di Virginie Verrier (2018)
- Louloute, regia di Hubert Viel (2020)
- Rogue City (Bronx), regia di Olivier Marchal (2020)
- La petite bande, regia di Pierre Salvadori (2022)
- Jeanne du Barry - La favorita del re (Jeanne du Barry), regia di Maïwenn (2023)
- Bastion 36, regia di Olivier Marchal (2025)

#### Televisione
- Passage du bac, regia di Olivier Langlois – film TV (2002)
- Interpol – serie TV, episodio 2x02 (2011)
- Marie Curie, une femme sur le front, regia di Alain Brunard – film TV (2014)
- Euh – serie web (2014-2016)
- Baron noir – serie TV, 10 episodi (2016-2018)
- Jacqueline Sauvage: C'était lui ou moi, regia di Yves Rénier – film TV (2018)
- Victor Hugo, ennemi d'État – miniserie TV (2018)
- I fiumi di porpora - La serie (Les Rivières pourpres) – serie TV (2018-2022)
- Mon ange – miniserie TV (2021)
- J'ai tué mon mari – miniserie TV (2021)
- Dans l'ombre des dunes, regia di Philippe Dajoux – film TV (2022)
- Delitto a... (Meurtres à…) – serie TV, episodio 10x04 (2023)

### Regista
- Je suis resté dans les bois, regia di Michaël Bier, Erika Sainte e Vincent Solheid (2017)

## Doppiatrici italiane
Nelle versioni in italiano delle opere in cui ha recitato, Erika Sainte è stata doppiata da:
- Valentina Stredini in Rogue City
- Deborah Ciccorelli ne I fiumi di porpora - La serie
- Valentina Mari in Bastion 36

## Riconoscimenti
- Premio Magritte
  - 2012 – Migliore promessa femminile per Elle ne pleure pas, elle chante
  - 2018 – Candidata per migliore opera prima per Je suis resté dans les bois
  - 2019 – Candidata per miglior attrice non protagonista per Une part d'ombre